# Ґрунтозахисне лісонасадження (Запорізький район)
Ґрунтозахисне́ лісонаса́дження — ландшафтний заказник місцевого значення в Україні. Розташований на території Запорізького району Запорізької області, на південний схід від села Федорівка. 
Площа 210 га. Статус присвоєно згідно з рішенням Запорізького облвиконкому від 25.09.1984 року № 315. Перебуває у віданні ДП «Запорізьке лісомисливське господарство» (Хортицьке лісництво, квартали 48, 49). 
Статус присвоєно для збереження штучно створеного лісового масиву вздовж правого берега річки Дніпро та в прилеглих балках. Зростають акація, дуб, сосна тощо.